# Commandos
Commandos ist eine hauptsächlich aus Echtzeit-Taktikspielen bestehende Computerspielreihe, deren Handlung im Zweiten Weltkrieg angesiedelt ist.

## Spielprinzip
Während Taktikspiele bis 1998 vor allem rundenbasiert abliefen (beispielsweise Jagged Alliance), brachten die Pyro Studios mit Commandos: Hinter feindlichen Linien ein Taktikspiel in Echtzeit.
Der Spieler muss verschiedene Missionen durchspielen, deren Schauplätze den tatsächlichen Einsatzorten der alliierten Kommandotrupps des Zweiten Weltkriegs nachempfunden sind. Diese Missionen führen die Commandos beispielsweise nach Norwegen, Nordafrika, Burma (Myanmar), Frankreich, Deutschland oder in die Sowjetunion.
Die Commandos bestehen aus verschiedenen Spezialisten wie etwa dem Green Beret, Scharfschützen, Marine, Pionier, Fahrer oder Spion. Alle haben bestimmte Fähigkeiten, welche der Spieler einsetzen und kombinieren muss, um zu seinen Zielpunkten zu gelangen. Ziele sind beispielsweise das Zerstören von bestimmten Gebäuden oder das Retten von Gefangenen.
Das Spielfeld wird aus der Vogelperspektive betrachtet. Die Commandos befinden sich zu Beginn eines jeden Einsatzes an einem festgelegten Punkt. Die gegnerischen Soldaten laufen Patrouillen oder stehen auf einem festen Platz. Das Blickfeld eines Feindes kann angezeigt werden; es unterteilt sich in einen nahen Bereich, in dem der Spieler auf jeden Fall gesehen wird, und in einen fernen Bereich, in dem sich die Commandos kriechend bewegen können, ohne gesichtet zu werden. In den meisten Fällen hat der Spieler die Wahl zwischen „Schleichen“ oder „Schießen“. Er kann die Gegner heimlich beseitigen, indem er von hinten anschleicht und die Gegner leise außer Gefecht setzt. Die meisten Gegner können auch von ihrem Posten weggelockt werden, zum Beispiel durch das auffällige Liegenlassen von Zigarettenschachteln. Anschließend müssen bewusstlose oder tote Gegner an einem nicht einsehbaren Ort versteckt werden, sonst schlagen die Soldaten Alarm. Gegner können auch einfach erschossen oder mit Granaten beseitigt werden, das löst aber fast immer einen Alarm aus, was dazu führt, dass jede Menge Soldaten auf den Plan gerufen werden und teilweise zusätzliche Patrouillen aktiviert werden. In einigen Missionen führt ein Alarm direkt zum Abbruch der Mission, zum Beispiel weil dann Gefangene erschossen werden. 
Die Commandos-Reihe wurde vor allem für ihren hohen Schwierigkeitsgrad bekannt.

## Die Spiele der Reihe

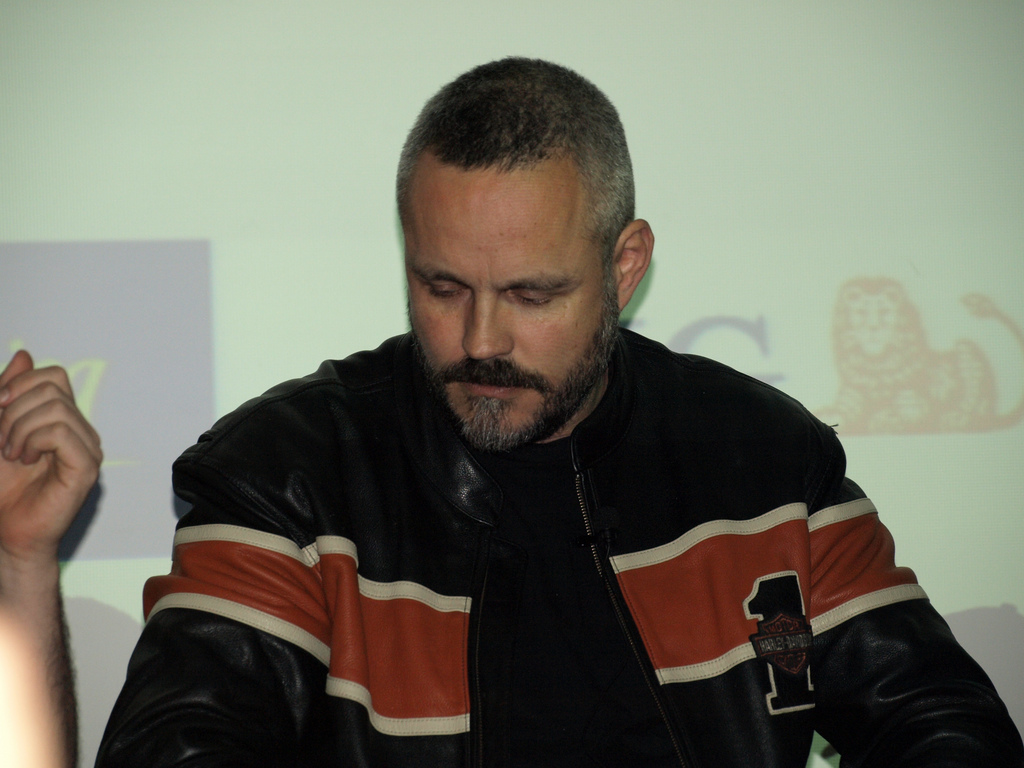
Der Spanier Gonzo Suárez, Entwickler von Commandos

### Commandos: Hinter feindlichen Linien (1998)
Der erste Teil der Reihe erschien im August 1998 und erschuf ein neues Genre der Echtzeit-Taktik. In 20 Missionen kämpften die sechs Commandos hinter den feindlichen Linien und sabotierten verschiedene Ziele des Deutschen Reiches. Ein Jahr später erschien mit Commandos: Im Auftrag der Ehre ein eigenständiges Addon, das neue Missionen und einige neue Fähigkeiten mit sich brachte.

### Commandos 2: Men of Courage (2001)
Durch den Erfolg von Commandos: Hinter feindlichen Linien dauerte es nicht lange, bis die erste offizielle Fortsetzung veröffentlicht wurde. 2001 erschien Commandos 2: Men of Courage, welches eine rundum modernisierte Grafik mit sich brachte, aber am ruhigen taktischen Spielkonzept festhielt. Der Commandostrupp wurde um zwei Mitglieder erweitert und die Spezialisten mit diversen neuen Fähigkeiten ausgestattet.

### Commandos 3: Destination Berlin (2003)
Der dritte Teil der Commandos-Reihe steuerte erstmals eine zusammenhängende Handlung zu taktischen Missionen bei. Die Optik und die Fähigkeiten wurden wieder leicht verändert, das Spiel blieb aber nur begrenzt seinem bekannten Spielprinzip treu. Hinterhalte lassen sich nicht so elegant planen und koordiniert ausführen wie in Commandos 2. Commandos 3 ist daher eher ein Actionspiel im Gegensatz zu seinem Vorgänger Commandos 2.

### Commandos: Strike Force (2006)
Eine radikale Veränderung brachte Commandos: Strike Force mit sich. Die Commandos wurden auf drei Mitglieder reduziert und aus dem Taktikgenre mit Draufsicht wurde ein Schleich- und Actionspiel mit Egoperspektive.

### Commandos: Origins (2025)
2025 erschien ein neuer Teil der Commdos-Reihe von Kalypso Media. Das Spiel orientiert sich wieder an der klassischen Echtzeit-Taktik mit Vogelperspektive. Zur Verfügung stehen ebenfalls wieder die bekannten Charaktere Green Beret, Scharfschützen, Marine, Pionier, Fahrer oder Spion.

## Zensur in Deutschland
In den deutschen Versionen aller Commandos-Spiele wurde die NS-Symbolik ersetzt, um ein Verbot des Spiels zu vermeiden.
Neben der Entfernung der NS-Symbolik wurden in der deutschen Version auch Commandos: Hinter feindlichen Linien und Commandos 2: Men of Courage in der Gewaltdarstellung entschärft. Getötete Soldaten werden als Soldatengrab mit Holzkreuz oder als Sandsäcke dargestellt.

## Trivia
2001 erschien mit Desperados von Spellbound Entertainment ein Echtzeit-Taktik-Spiel mit deutlichen Parallelen zu Commandos. Das Spielgeschehen wurde jedoch in den wilden Westen verlegt. Im selben Jahr erschien mit Star Trek: Away Team das bekannte Spielprinzip auch im Science-Fiction-Setting. Die Commandos-Reihe gilt als Vater dieser Spiele. 2016 erschien außerdem Shadow Tactics: Blades of the Shogun, welches Commandos und Desperados als Inspiration nennt und im feudalen Japan spielt.
Im Juli 2018 erwarb der deutsche Publisher Kalypso Media die Markenrechte an der Commandos-Serie. 2022 erschien mit Commandos 2 HD Remaster und Commandos 3 HD Remaster jeweils ein graphisch verbessertes Remake von Kalypso Media für PC, Microsoft Xbox One, Sony PlayStation 4 und Nintendo Switch, das auch die Steuerung an die neuen Konsolen anpasste.